# 14 Pułk Artylerii Polowej (Cesarstwo Niemieckie)
14 Wielkoksiążęcy pułk artylerii polowej (1 Badeński) (niem. Feldartillerie-Regiment „Großherzog“ (1. Badisches) Nr. 14) – oddział artylerii niemieckiej okresu Cesarstwa Niemieckiego.

## Historia
Pułk został sformowany 21 stycznia 1850. Stacjonował w Karlsruhe. Wchodził w skład XIV Korpusu Armijnego .
W 1914 był w strukturach 28 Brygady Artylerii z 28 Dywizji Piechoty.
W momencie rozpoczęcia I wojny światowej, w sierpniu 1914 pułk  według etatu liczył 1368 żołnierzy, dzielił się na dwa bataliony po trzy baterie i dysponował 36 działami.

Od marca 1915 wszystkie nowe dywizje formowane były według „wzoru 1915”, a od czerwca 1917 przekształcono według niego pozostałe. Od kwietnia 1915 pułk artylerii polowej liczył etatowo 24 działa rozmieszczone w dwóch batalionach. 

Po kolejnych restrukturyzacjach w 1917, pułk artylerii polowej składał się z dwóch batalionów polowych po 12 dział oraz batalionu haubic wyposażonego w 12 haubic.